# Mary Hoffman
Mary Lassiter Hoffman assina como Mary Hoffman (Hampshire, 1945) é uma autora e crítica britânica. Ela teve mais de 100 livros publicados, cujo público varia de crianças a adultos. Uma de suas obras mais conhecidas é o livro infantil Amazing Grace, que foi best-seller do New York Times com suas sequências vendendo 1,5 milhão de cópias e finalista do prêmio Medalha Kate Greenaway de 1991. De 2002 a 2012, ela escreveu a série de ficção adolescente Stravaganza.

## Biografia
Mary Hoffman era a caçula de três filhas. Hoffman foi para a Universidade de Cambridge para estudar inglês no Newnham College e depois passou dois anos estudando linguística na University College London.
Em 1998, ela foi nomeada Membra Honárira da Library Association (associação das bibliotecas do Reino Unido) por seu trabalho com crianças e escolas. Trabalhou na The Open University por quase cinco anos, contribuindo com cursos para professores de leitura, línguas e literatura infantil. Por dezoito anos ela foi Consultora de Leitura da série Look and Read da BBC Schools TV e escreveu os roteiros de ensino. Ela é escritora profissional autônoma e jornalista desde meados dos anos 90. Ela defendeu que o papel da British Children's Laureate (título honorífico bianual) englobasse uma campanha ativa contra os cortes nas bibliotecas e foi indicada para o cargo de 2011-2013 perdendo para Julia Donaldson.
Hoffman vive com seu marido Stephen Barber, com quem se casou em 1972. Ela se mudou de Londres para o bairro West Oxfordshire em 2001. Eles têm três filhas, incluindo a escritora Rhiannon Lassiter. Hoffman frequentemente trabalha na Itália e fala italiano. Ela também lecionou em latim e anglo-saxão. Hoffman é um blogueira colaboradora do Book Maven e The History Girls. Em 2016, Hoffman e Barber fundaram The Greystones Press, uma editora independente de livros.

### Carreira literária
O primeiro livro de Mary Hoffman foi White Magic em 1975, depois de ter sido rejeitada por várias outras editoras. Hoffman escreveu 24 livros ilustrados, incluindo a série Amazing Grace. Quando foi publicada, ela recebeu um prêmio da Waldenbooks. Amazing Grace foi adaptado para o palco por Shay Youngblood e classificado como um dos 50 livros infantis com melhor diversidade cultural pela Seven Stories.
Hoffman começou a se concentrar mais na ficção adolescente nos anos seguintes, tornando-se conhecida pela série Stravaganza.
Ela também editou coleções de histórias, incluindo Lines in the Sand (2003) - uma resposta à invasão aliada do Iraque, com todos os fundos arrecadados doados ao UNICEF no Iraque. Ela foi indicada para o Prêmio Memorial Astrid Lindgren em 2011. Seus trabalhos para adultos são publicados sob uma variedade de pseudônimos, incluindo Kate Snow, Amy Lovell, Suzy Cavendish e a variação do seu nome Mary Lassiter.

## Obras (parcial)

### Série Stravaganza
1. Stravaganza: City of Masks (2002) Stravaganza: A Cidade das Máscaras (2011)
2. Stravaganza: City of Stars (2003) Stravaganza: A Cidade das Estrelas (2012)
3. Stravaganza: City of Flowers (2005) só em Portugal: Stravaganza - A Cidade dos Lírios[6]
4. Stravaganza: City of Secrets (2008)
5. Stravaganza: City of Ships (2010)
6. Stravaganza: City of Swords (2012)

No Brasil, a série foi publicada pela Editora ID que fechou e abandonou a série no segundo livro.
Em Portugal a série foi abandonada no terceiro livro pela Editorial Presença.

### Livros isolados
- White Magic (1975)
- Mermaid and Chips (1989)
- The Ghost Menagerie (1992)
- The Four-Legged Ghosts (1993)
- Special Powers (1997)
- A Vanishing Tail (1997)
- Quantum Squeak (1997)
- Clever Katya: A Fairy Tale from Old Russia (1998)
- The Barefoot Book of Brother and Sister Tales (2000)
- How to Be a Cat (2001)
- Three Wise Women (2002) (com Lynne Russell)
- Lines in the Sand (2003)
- Amy (2004)
- Shakespeare's Ghost (2016)
- The Italian for Love (como Kate Snow) (2016)
- When She was Bad (como Amy Lovell) (2017)